# Weta (cinéma)
Pour les articles homonymes, voir Weta (homonymie).
Weta est un studio de post-production créé par Peter Jackson, situé à Wellington en Nouvelle-Zélande. La société se divise en deux sections : Weta Workshop et Weta Digital. 
Le nom du studio vient du Weta, un insecte originaire de l'Océanie et pour lequel Peter Jackson ressent une certaine phobie. Le véritable nom de la compagnie est en réalité un acronyme de Wingnut Entertainment Technical Allusions faisant référence à la firme Wingnut.
Il s'agit de l'un des studios d'effets spéciaux les plus renommés de l'industrie du cinéma.

## Weta Workshop

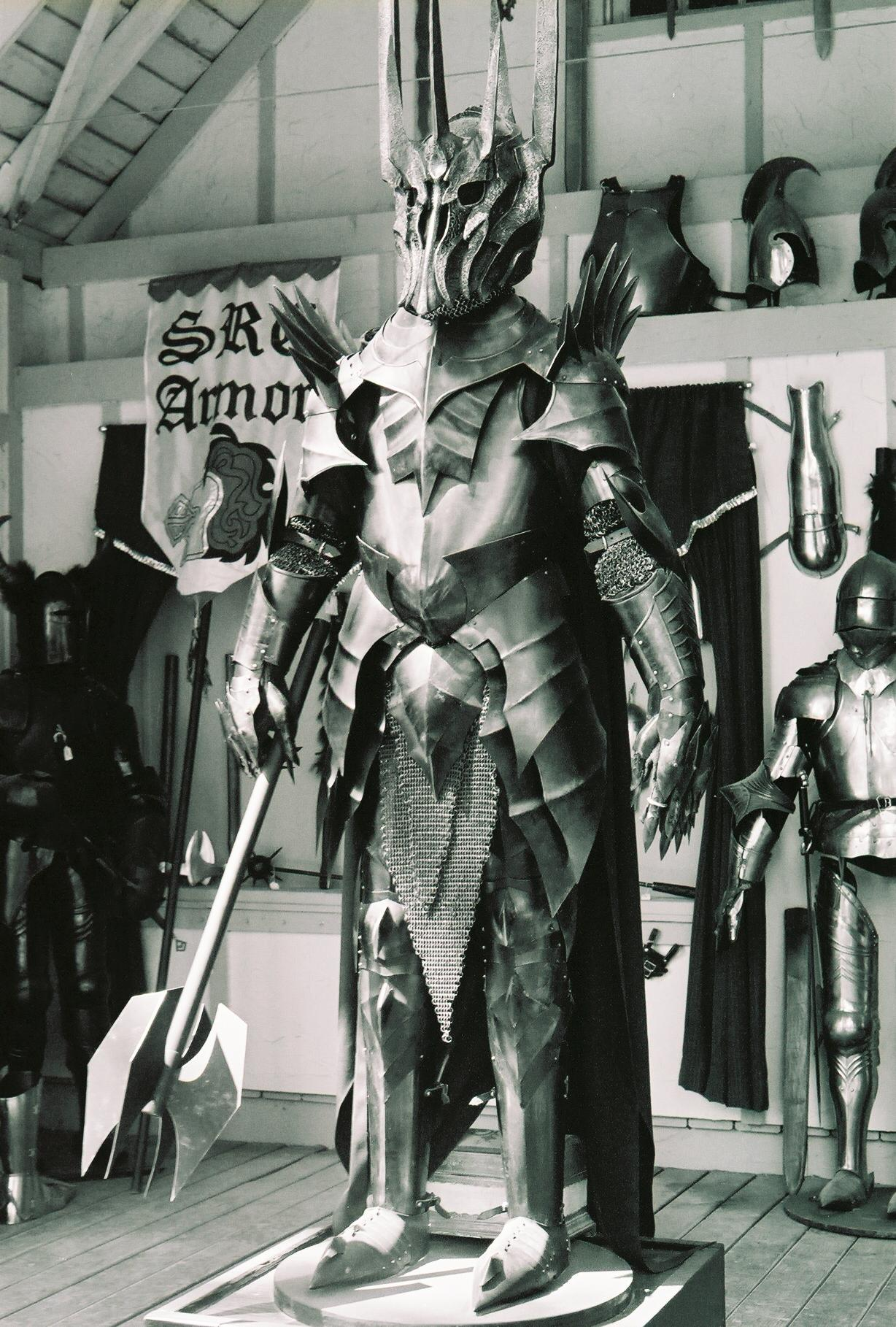
L'armure de Sauron, personnage du Seigneur des Anneaux.

Le studio Weta Workshop est fondé en 1986 et contribue au succès du premier long-métrage de Peter Jackson, Bad Taste. De la série Xena, la guerrière à District 9 en passant par la trilogie du Seigneur des Anneaux, ou King Kong, la section s'occupe principalement de la conception des illustrations préparatoires, prothèses, masques, animatroniques et maquettes. L'équipe artistique a été récompensée aux Oscar pour la trilogie du Seigneur des Anneaux.

## Weta Digital
Le studio Weta Digital est créé pour le film Créatures célestes en 1993 et s'occupe depuis de la conception des effets visuels et des images de synthèse. Le travail accompli sur la Trilogie du Seigneur des Anneaux est récompensé par de nombreux prix. C'est au sein de Weta Digital qu'est créé le logiciel Massive.
Après avoir participé à des films comme The Host, Le Monde de Narnia : Le Lion, la Sorcière blanche et l'Armoire magique, Black Sheep ou encore Master and Commander : De l'autre côté du monde (Master and Commander: The Far Side of the World), Weta s'attaque à Avatar de James Cameron en 2007 ; près de 900 personnes travaillent pour créer l'univers de la planète Pandora à partir du scénario de James Cameron. Weta a même collaboré en partenariat avec Nvidia et ILM pour codévelopper de nouvelles techniques permettant la finition des effets visuels dans les temps. En 2010, une partie du studio est récompensée à nouveau par un Oscar et un Bafta.
En 2011, Weta Digital prend le pari risqué d'animer des singes avec le procédé de la capture de mouvement pour les besoins du film La Planète des singes : Les Origines (Rise of the Planet of the Apes). Le studio ne bénéficie que de quelques mois seulement pour plus de 800 plans. En se basant sur le savoir-faire acquis sur King Kong et aidée par l'Université Columbia, l'équipe de Weta Digital réussit le pari haut la main. Parallèlement, Weta accepte un nouveau défi, adapter les personnages de Hergé en images de synthèse pour Les Aventures de Tintin : Le Secret de La Licorne de Steven Spielberg.
Weta s'attaque à la nouvelle trilogie de Peter Jackson, Le Hobbit, qui se déroule avant les événements du Seigneur des Anneaux. L'occasion pour l'équipe de revenir en Terre du Milieu plus de 10 ans après La Communauté de l'anneau.
Entre 2016 et 2020, Weta Digital a travaillé sur les effets spéciaux de films à gros budgets tels que Batman v Superman : L'Aube de la justice de Zack Snyder, Valérian et la Cité des mille planètes, de Luc Besson, Mortal engines de Christian Rivers, Alita: Battle Angel de Robert Rodriguez, Terminator: Dark Fate de Tim Miller et Mulan de Niki Caro. Le studio a également assuré les effets spéciaux de séries télévisées telles que Umbrella Acamedy et Game of Thrones.
Le 10 novembre 2021, l'entreprise se fait racheter par Unity Technologie pour 1,63 milliard de dollars.
Vers la fin de l'année 2023, Unity se sépare, après deux ans d'acquisition, de 265 employés de l'entreprise néo-zélandaise. Ils gardent pour autant les droits sur les technologies développés.

## Autres divisions
- Weta Collectibles est un département créé pour la production et la vente de produits dérivés officiels du cinéma : statuettes de collections, livres, etc.
- Park Road Post Production est un studio d'édition de 10 200 m2 pour la post-production, notamment le montage sonore.